# Principauté d'Arches
Pour les articles homonymes, voir Arches.

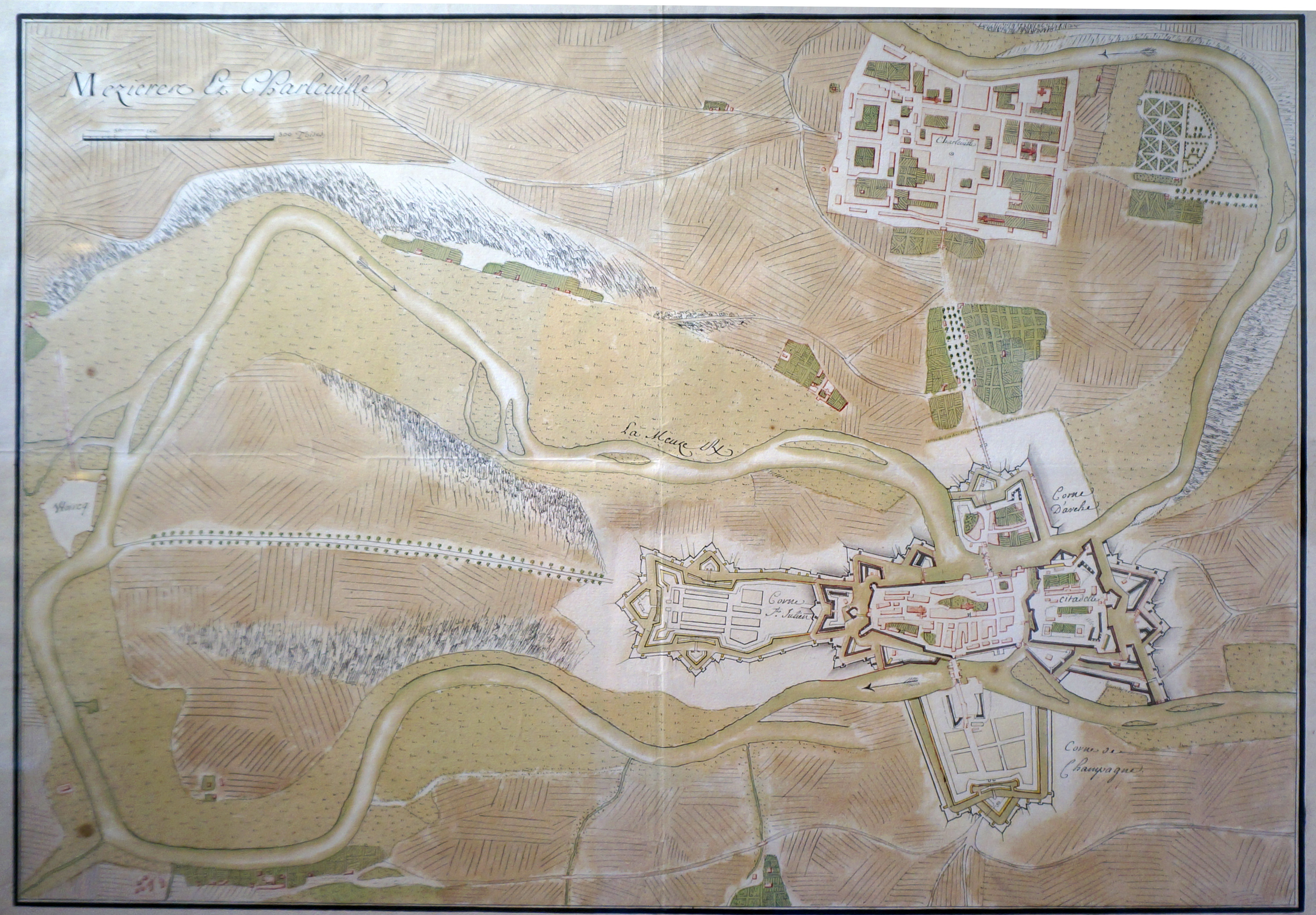
Carte du XVIIe siècle avec, du sud au nord, Mézières, Arches et Charleville dans les boucles de Meuse.

La principauté d'Arches est née en 1608, par la volonté de Charles III duc de Nevers et de Rethel, à la suite de la création ex nihilo de la cité de Charleville.
Dans une double boucle de la Meuse, s'étaient établies la cité romaine de Castrice (Castricum), qui devint un comté dépendant de la Lotharingie puis du Saint-Empire romain germanique ; une citadelle sur le site dénommé Maceria, où se développa la ville de Mézières ; et enfin le hameau d'Arches, dont la seigneurie fut achetée en 1293 par les comtes de Rethel.
Aujourd'hui cette principauté est englobée par la ville de Charleville-Mézières dont il constitue un quartier assez huppé.

## Une nouvelle principauté, une nouvelle capitale

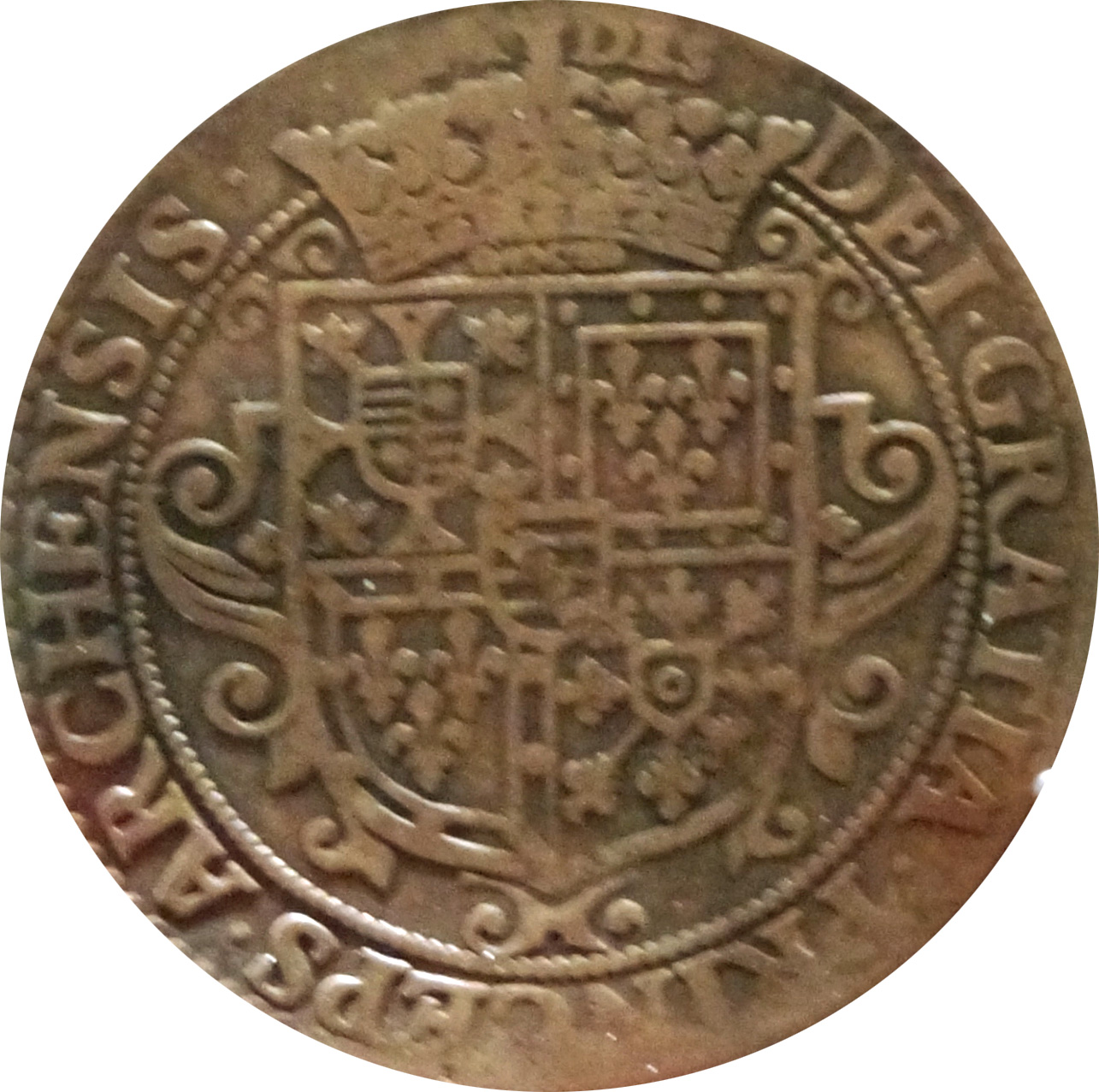
Pièce de la principauté d'Arches.

Au début du XVIe siècle, Arches était un village à l'emplacement des actuelles rue de Flandre et Noël à partir duquel Charles III, duc de Nevers et de Rethel, fonde la ville nouvelle de Charleville en 1606.
Établie sur le territoire de l'ancien comté de Castrice, elle échappe à l'influence du royaume de France : le duc de Rethel s'appuie alors sur cette nouvelle capitale pour créer une principauté souveraine qui prend le nom de l'ancienne seigneurie : Arches.
En 1608, Charles III déclare Charleville capitale de sa principauté souveraine d'Arches, et cité monacale, ce qui va lui permettre d'étendre son influence dans le nord de l'Europe, à deux pas de deux régions riches, la Flandre et la Hollande. La principauté et Charleville, sa capitale, portent les mêmes armes.
|  | Charleville - « D'azur au dextrochère de carnation mouvant du flanc senestre d'une nuée d'argent, armé d'une épée haute d'argent à la garde d'or, entre deux rameaux, l'un à dextre de palmier, l'autre à senestre d'olivier, de sinople, la pointe de l'épée surmontée d'un soleil d'or. » |

## La brève existence de la principauté souveraine

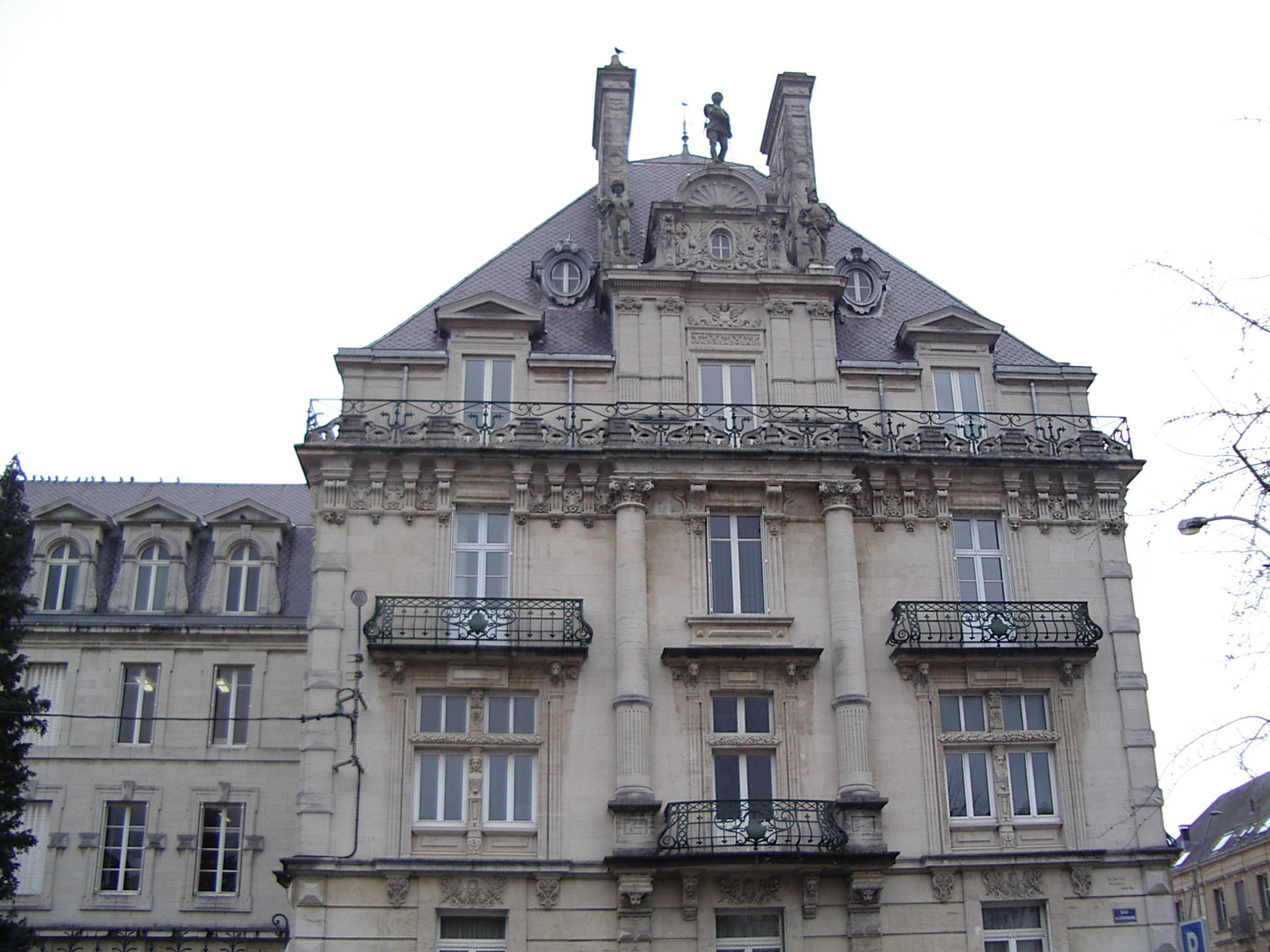
Une façade de la place d'Arches.

Charles III de Nevers, Ier prince d'Arches, meurt en 1637 ; son petit-fils Charles (1629-1665), lui succède, mais cède les duchés familiaux de Nevers, Rethel et Mayenne, ne conservant que les duchés italiens de Mantoue et de Montferrat, ainsi que la principauté d'Arches dont il sera le 2e prince.
Son fils Charles Ferdinand (1652-1708) sera le 3e et dernier prince d'Arches. Après sa mort survenue le 5 juillet 1708, la principauté d'Arches et Charleville échoit à sa petite-cousine Anne de Bavière (1648-1723) (fille d'Anne de Gonzague de Clèves), puis aux deux cohéritiers de celle-ci :
- d'une part à son fils Louis III de Bourbon (1668-1710), prince de Condé,
- et d'autre part pour un neuvième à Charles Théodore, prince de Salm (1645-1710), veuf de Louise Marie de Bavière, sœur d'Anne de Bavière. Après lui, son petit-fils le deuxième duc d'Ursel.
  - Charles, 2e duc d'Ursel.
    - Wolfgang, 3e duc d'Ursel.
      - Charles-Joseph d'Ursel, 4e duc d'Ursel.

Anne de Bavière hérite de la principauté en qualité de créancière privilégiée et héritière bénéficiaire du duc de Mantoue, Ferdinand-Charles de Gonzagues. En 1710, des lettres patentes lui accordent la jouissance de tous les droits utiles de la ville.
En 1723, la principauté est exempte des droits de contrôle des actes. Les habitants sont aussi déchargés de la subvention par doublement et des droits anciens d'aides sur les vins et eaux-de-vie importés du royaume de France et les boissons de leur cru qu'ils exportent.
Charleville est désormais rattachée à la France et la principauté n'existe plus que nominalement, au profit notamment des ducs de Lorraine, passant alors à la Maison de Habsbourg-Lorraine.

## Le faubourg d'Arches

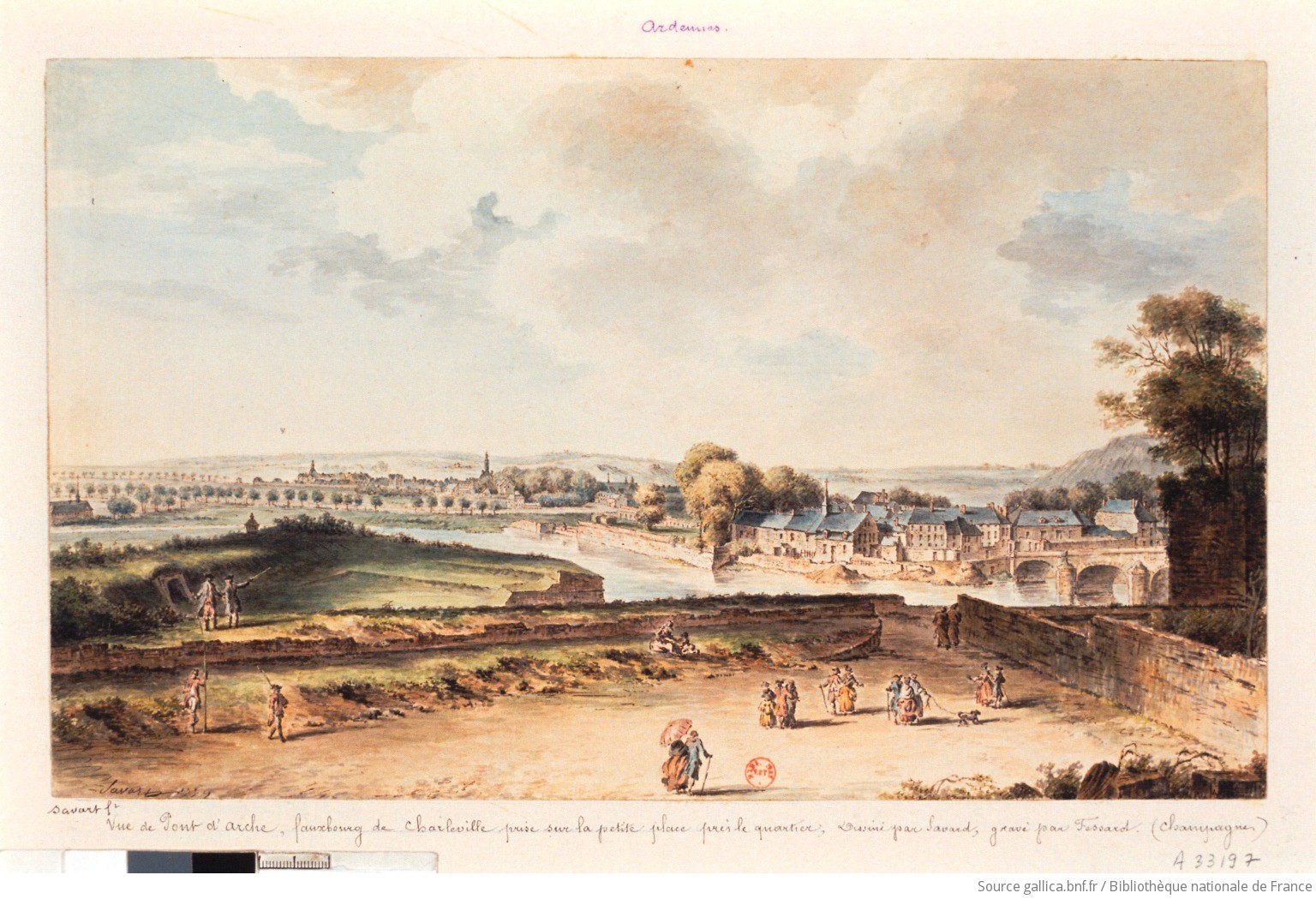
Vue du faubourg en 1780 par Pierre Savart.

Le faubourg d'Arches se constitue hors les murs de Mézières sur la rive gauche de la Meuse à l'entrée de la route qui conduisait au bourg d'Arches plus au nord. Ce petit faubourg est englobé sous le règne de Louis XIII dans l'extension d'une fortification bastionnée au nord de la ville.
À la suite du déclassement de la place-forte de Mézières en 1884, les terrains des bastions sont acquis par la ville et lotis  pour y aménager à la fin des années 1880 le quartier du faubourg d'Arches sur un plan orthogonal autour de la place d'Arches.
Ce quartier est en partie détruit par des bombardements lors de la retraite de l'armée allemande en 1918, particulièrement la partie de l'avenue d'Arches entre la place et la Meuse.
Actuellement le faubourg d'Arches est un ancien quartier de Mézières intégré à Charleville-Mézières en 1966, compris entre la Meuse et la voie ferrée de part et d'autre de son axe principal l'avenue d'Arches, comprenant des immeubles de la fin du XIXe siècle datant du déclassement de la place de Mézières et d'autres d'architecture art-déco assez ornée datant de la période de reconstruction des années 1920 au début des années 1930 qui a suivi les destructions de 1918.

## Personnalités de la principauté
- Jean-François-Henri Collot (1716-1804), homme de lettres et encyclopédiste.
- Adrien Pierre Barthélemy Cochelet (1753-1804), député de la principauté d'Arches aux États généraux de 1789.